# Vatica perakensis
Vatica perakensis är en tvåhjärtbladig växtart som beskrevs av George King. Vatica perakensis ingår i släktet Vatica och familjen Dipterocarpaceae. Inga underarter finns listade i Catalogue of Life.